# Ronald E. Rosser
Ronald Eugene Rosser (Columbus, Ohio; 24 de octubre de 1929 - Bumpus Mills, Tennessee; 26 de agosto de 2020) fue un soldado estadounidense que recibió la Medalla de Honor de las Fuerzas Armadas de los Estados Unidos por sus acciones en la guerra de Corea.

## Biografía
Nacido en Columbus, Ohio, era el mayor de diecisiete hermanos. Entró en el Ejército de los Estados Unidos en 1946 a los 17 años poco después de la Segunda Guerra Mundial por un período de servicio de tres años. Después de que uno de sus hermanos hubiera caído en las primeras etapas de la guerra de Corea, se volvió a alistar en Crooksville, Ohio, en 1951 como una forma de vengarse. Estacionado inicialmente en Japón, Rosser solicitó ser enviado al combate y luego fue destinado a Corea con la compañía de morteros pesados del 38.° Regimiento de Infantería de la 2.ª División de Infantería.  
El 12 de enero de 1952, Rosser, para ese entonces con el grado de cabo, estaba actuando como observador avanzado con el pelotón líder de la Compañía L durante un asalto a una colina fuertemente fortificada cerca de Ponggilli. Cuando la unidad sufrió un intenso fuego, Rosser avanzó tres veces y atacó las posiciones hostiles solo, volviendo cada vez a las líneas amigas para acopiar más municiones antes de volver a cargar contra la colina. Aunque él mismo estaba herido, ayudó a llevar a los soldados heridos a un lugar seguro una vez que se hizo necesaria la retirada. Por estas acciones, Rosser recibió la Medalla de Honor.  
Rosser regresó a los Estados Unidos en mayo de 1952, y el presidente Harry Truman le entregó formalmente la Medalla de Honor un mes después, el 27 de junio de 1952.  
En 1968, otro de los hermanos de Rosser murió en acción, esta vez en la guerra de Vietnam. Rosser solicitó una asignación de combate en Vietnam, pero fue rechazado y posteriormente se retiró del ejército como sargento mayor.

## Mención de la medalla de honor
La mención oficial de la Medalla de Honor de Rosser dice: 
«Cpl. Rosser, se distinguió por su galantería conspicua más allá del llamado del deber. Mientras atacaba posiciones enemigas fuertemente fortificadas en las colinas, la Compañía L, 38.° Regimiento de Infantería, fue detenida por feroces disparos de armas automáticas, armas pequeñas, artillería y morteros. Cpl. Rosser, un observador avanzado, estaba con el pelotón líder de la Compañía L cuando fue atacado desde dos direcciones. Cpl. Rosser entregó su radio a su asistente y, sin hacer caso del fuego enemigo, cargó contra las posiciones enemigas armado solo con una carabina y una granada. En el primer búnker, silenció a sus ocupantes con un estallido de su arma. Al llegar a la cima de la colina, mató a dos soldados enemigos y luego bajó por la trinchera, matando a cinco más a medida que avanzaba. Luego arrojó su granada a un búnker y disparó a otros dos soldados cuando salieron. Habiendo agotado sus municiones, regresó a través del fuego enemigo para obtener más municiones y granadas y cargó contra la colina una vez más. Pidió a otros que lo siguieran y atacó dos búnkeres enemigos más. Aunque los que intentaron unirse a él se convirtieron en víctimas, Cpl. Rosser una vez más agotó sus municiones, obtuvo un nuevo suministro y, al regresar a la cima de la colina, lanzó granadas por tercera vez contra las posiciones enemigas. Durante esta heroica acción Cpl. Rosser mató por sí solo al menos a trece enemigos. Después de agotar sus municiones, acompañó al pelotón que se retiraba y, aunque él mismo estaba herido, hizo varios viajes a través de terreno abierto todavía bajo fuego enemigo para ayudar a retirar a otros hombres heridos más gravemente que él. La devoción al deber valiente y desinteresada de este destacado soldado es digna de ser imitada por todos los hombres.

## Vida privada
Rosser residió en West Palm Beach, Florida, durante treinta años y después vivió en Roseville, Ohio. Tuvo una hija llamada Pamela —de soltera Rosser— Lovell. Rosser formó parte de la junta asesora del Museo Militar Motts en Groveport, Ohio.
Rosser murió el 26 de agosto de 2020 en Bumpus Mills, Tennessee.